# Nederlandse Motorsport Bond
De Nederlandse Motorsport Bond (NMB) was een motorsportbond die jarenlang bestond naast de Koninklijke Nederlandse Motorrijders Vereniging (KNMV).
De bond werd op 12 februari 1949 in Helmond in Hotel van Vilsteren opgericht door bestuursleden van ontevreden motorclubs uit voornamelijk het zuiden van Nederland. Zij waren het oneens met het beleid van de KNMV en voelden zich achtergesteld bij de toewijzing van wedstrijden. In de vergadering op zaterdag 5 maart in De Korenbeurs te Eindhoven werd de naam R.K. Zuid-Nederlandse Motorbond (RK ZNMB) aangenomen en de heer Van Heugten als voorzitter gekozen. Begin 1950 trad de heer Jelsma op als voorzitter. In mei 1952 werd de heer A. van Bokhoven tot voorzitter gekozen, en bleef deze functie vervullen tot en met 1959. In 1964 vervulde de heer H. Coumans deze functie, in 1965 werd hij verkozen tot vice-voorzitter onder de nieuw verkozen voorzitter M. van Bokhoven, en bleef deze functie vervullen tot medio 1977. M. van Bokhoven was in 1957 tot het hoofdbestuur toegetreden en bleef voorzitter tot en met 1982 met een onderbreking in de periode 1981-1982. In 1952 wordt de bondsnaam gewijzigd tot RK Nederlandse Motorsportbond (RK  NMB'). Vanaf 1969 wordt het voorvoegsel RK niet meer gebezigd.
In juli 1954 waren de Belgische Liefhebbersbond (BLB), het Deutscher Motorcross Verband (DMCV) en de RK NMB de oprichters van de IMB, vanaf 1965 IMBA geheten.
In 1976 ging de NMB federatief samenwerken met de KNMV, waarbij het lidmaatschap van de IMBA werd opgezegd. Een maand later vulde de M.O. GeLimBra deze plaats in, ditzelfde gebeurde met de aansluiting bij de NKS waar de bond zich eerst in 1952 bij aangesloot, en later in 1962 weer. In 1979 kwam er een kink in de kabel en werd de samenwerking door de KNMV per 1 januari 1980 beëindigd. Waar de wegrace-sectie van de bond al in maart 1982 in de KNMV werd opgenomen, ging de NMB per 12 november 1982 definitief op in de KNMV, nadat voorzitter M. van Bokhoven dit met zijn handtekening bezegelde. De meeste aangesloten clubs gingen mee over naar de KNMV, een deel van de clubs sloot zich aan bij de MON (voorheen GeLimBra).
De NMB werd gezien als de kweekvijver voor motorsporters die om internationaal door te breken naar de KNMV moesten overstappen.